# Rheum moorcroftianum
Rheum moorcroftianum Royle – gatunek rośliny z rodziny rdestowatych (Polygonaceae Juss.). Występuje naturalnie w północnych Indiach, Pakistanie, Afganistanie, Tadżykistanie oraz Chinach (w środkowym i zachodnim Tybecie). 

## Morfologia
PokrójBylina.
LiścieIch blaszka liściowa jest lekko skórzasta i ma kształt od owalnego do trójkątnie owalnego. Mierzy 6–12 cm długości oraz 4–8,5 cm szerokości, jest całobrzega lub pierzasto-klapowana na brzegu, o nasadzie od zaokrąglonej do niemal sercowatej i tępym lub prawie ostrym wierzchołku. Ogonek liściowy jest nagi i osiąga 3–6 cm długości. Gatka jest błoniasta.
KwiatyZebrane w wiechy przypominające kłosy, rozwijają się na szczytach pędów. Listki okwiatu mają podłużnie eliptyczny kształt i mierzą 2 mm długości.
OwoceMają jajowaty kształt, osiągają 7–8 mm długości.

## Biologia i ekologia
Rośnie na brzegach rzek oraz na terenach skalistych. Występuje na wysokości od 4500 do 5300 m n.p.m. Kwitnie w lipcu.